# Termometro ad alto fusto

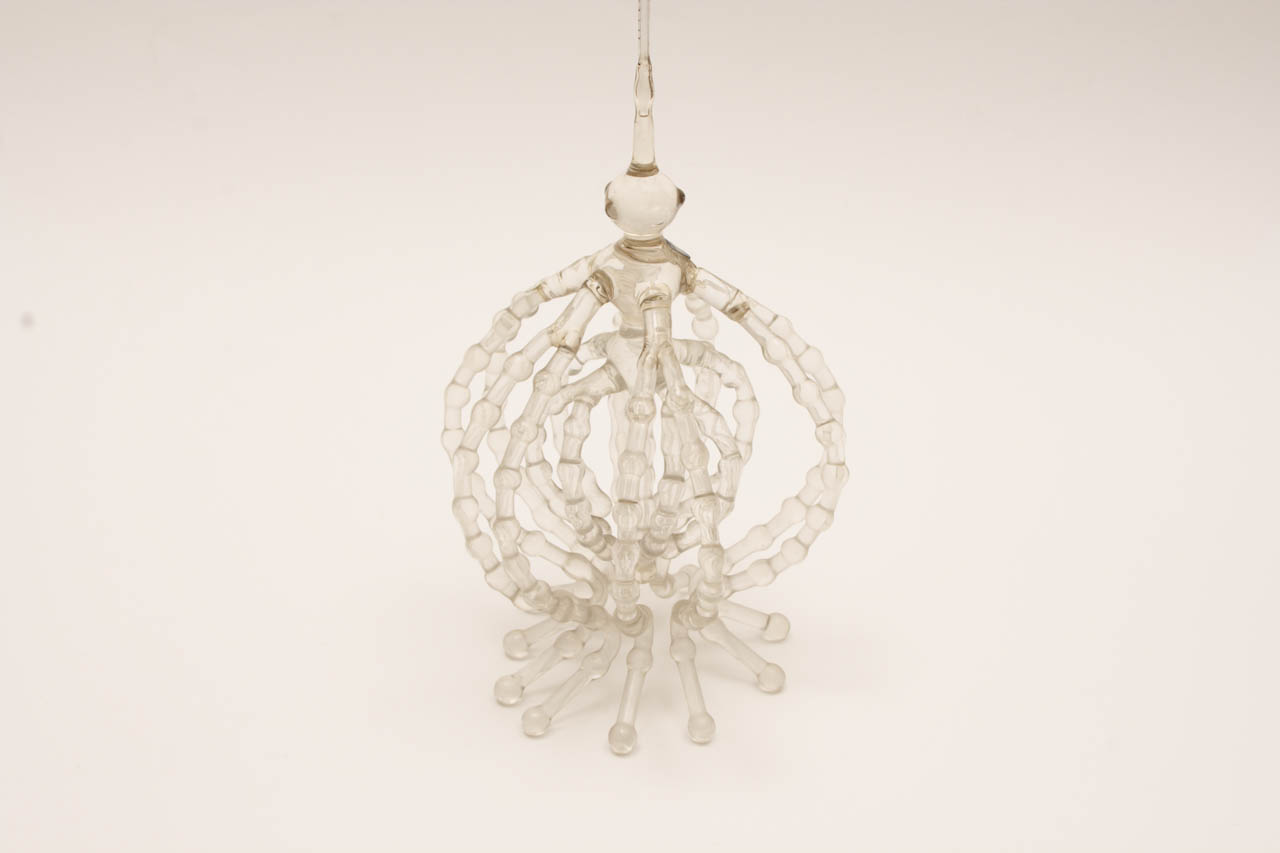
Termometro ad alto fusto, Museo Galileo, Firenze.

Il termometro ad alto fusto è un tipo di termometro a liquido che si espande in un lungo tubo capillare.
Nel Museo Galileo di Firenze si conservano quattro termometri ad alto fusto su base ramificata e quindici su base a disco e terminanti a pallina. Sui cannelli si trovano vari bottoncini di smalto, che indicano i gradi di una delle molteplici scale termometriche adottate dall'Accademia del Cimento. I bottoncini neri indicano i singoli gradi, quelli bianchi segnano i dieci gradi, mentre gli azzurri registrano i cento gradi. Il liquido termometrico è costituito da acquarzente.